# Tricia Byrnes
Pour les articles homonymes, voir Byrnes.
Tricia Byrnes, née le 18 novembre 1974 à Greenwich, est une snowboardeuse américaine.

## Carrière
Tricia Byrnes pratique le snowboard sous l'influence de son frère Doug. Elle remporte l'US Open en half-pipe en 1992 puis remporte le classement de half-pipe de la Coupe du monde de snowboard 1998-1999 ; son frère décède d'une crise d'asthme cette année-là.
Elle est alors sélectionnée pour participer aux Goodwill Games d'hiver de 2000 de Lake Placid ; elle y est médaillée d'or en half-pipe. 
Elle participe ensuite aux Jeux olympiques de 2002 à Salt Lake City, terminant sixième de la finale de half-pipe.
Elle étudie à la Saint Michael's College,.

## Palmarès

### Coupe du monde
- 1 petit globe de cristal :
  - Vainqueur du classement half-pipe en 1999.
- 20 podiums 15 victoires.